# Gabriel Kazimierz Górski
Gabriel Kazimierz Górski herbu Radwan (zm. w 1670/1671 roku) – marszałek brasławski w latach 1666–1670, ciwun twerski w 1666 roku, stolnik miński w 1666 roku.
Poseł sejmiku brasławskiego na sejm 1667 roku. Na sejmie abdykacyjnym jako poseł 16 września 1668 roku podpisał akt potwierdzający abdykację Jana II Kazimierza Wazy. Poseł na sejm konwokacyjny 1668 roku z powiatu brasławskiego. Był członkiem konfederacji generalnej zawiązanej 5 listopada 1668 roku na tym sejmie.